# Julius Plücker
Julius Plücker, nemški fizik in matematik, * 16. junij 1801, Elberfeld, (sedaj del Wuppertala), vojvodina Berg, Renska Prusija, † 22. maj 1868, Bonn, Nemčija.

## Življenje in delo
Prvo polovico življenja se je Plücker ukvarajal s čisto matematiko in dosegel lepe uspehe v analitični geometriji. Zelo je razširil tudi proučevanje Laméjevih krivulj.
Študiral je v Düsseldorfu in na univerzah v Bonnu, v Heidelbergu in v Berlinu. Leta 1823 je odšel v Pariz, kjer je nanj zelo vplivala odlična šola francoskih geometrov. Njen ustanovitelj Gaspard Monge je ravno tedaj umrl. Leta 1825 se je Plücker vrnil v Bonn in leta 1828 postal profesor matematike. Istega leta je objavil prvo knjigo svojega dela Analytisch-geometrische Entwickelungen, kjer se je prvič pojavil skrajšani zapis. Leta 1831 je objavil drugo knjigo, kjer je jasno opredelil načelo dualnosti na trdnih in neodvisnih temeljih.
Leta 1847 ga je začela zanimati fizika in tega leta jo je začel tudi poučevati. Med prvimi je začel raziskovati katodne žarke. Ko je dobil Geisslerjevo cev, je začel spuščati tok skozi vakuum in razredčene pline ter opazoval, kaj se pri tem dogaja. Leta 1858 je v članku podrobno opisal fluorescenčne pojave. Njegovo ključno odkritje je bilo, da se fluorescenčno žarenje premakne, če se postavi cev v magnetno polje. Če se zamenja smer magnetnega polja, se pomakne v nasprotno smer. Iz tega je sklepal, da so, ne glede na naravo same fluorescence, v pojav vpleteni električni naboji. To je predstavljalo prvi korak k delcem atomov. 
Plücker je najprej sam in kasneje v sodelovanju z Johannom Hittorfom oral ledino v spektroskopiji plinov. Prvi je uporabljal Geisslerjevo cev, vakuumsko cev s kapilarnim delom, s katero je lahko ojačal slabotna električna proženja za spektroskopske raziskave. Pred Bunsenom in Kirchoffom je napovedal, da so spektralne črte značilnost kemičnih snovi, ki so jih izsevale, in nakazal, da bo to odkritje zelo pomembno pri kemični analizi. Po Hittorfu je prvi videl tri črte vodikovega spektra, katere so le nekaj mesecev po njegovi smrti zaznali v spektru Sončevih protuberanc.
Fizika ga je leta 1865 prenehala zanimati in na prigovarjanje prijateljev se je vrnil k matematiki. Zamislil si je geometrijo na premici, pojem, znan v 19. stoletju. V projektivni geometriji se Plückerjeve koordinate nanašajo na množico homogenih koordinat, ki so jih vpeljali predvsem zaradi vložitve množice premic iz treh razsežnostih kot hiperpovršine druge stopnje v pet razsežnosti. Konstrukcija uporablja 2×2 minorje ali enakovredno drugi zunanji produkt pripadajočega vektorskega prostora z razsežnostjo 4. Sedaj je del teorije Grassmannovih prostorov za katera te koordinate veljajo v splošnem (k-razsežni podprostori n-razsežnega prostora).

## Nagrade
Za svoje znanstvene dosežke je Plücker leta 1866 prejel Copleyjevo medaljo Kraljeve družbe iz Londona.